# Shooting Dogs
Pour plus de détails, voir Fiche technique et Distribution.
Shooting Dogs (ou Larmes d'avril au Québec) est un film germano-britannique réalisé par Michael Caton-Jones et sorti en 2005.
Le film est basé sur les expériences de David Belton, qui travaillait pour BBC news au Rwanda pendant le génocide des Tutsi. Belton est co-scénariste du film et l'un de ses producteurs. Il a pour principaux interprètes John Hurt, Hugh Dancy et Claire-Hope Ashitey.
L'action du film se déroule à l'École Technique Officielle (ETO) à Kigali, au Rwanda, en 1994, pendant le génocide perpétré contre les tutsi au Rwanda. Hurt joue le rôle d'un prêtre catholique (vaguement basé sur Vjekoslav Ćurić) et Dancy, un professeur d'anglais. Ils sont tous deux européens, et sont pris dans les événements du génocide.
Contrairement à Hôtel Rwanda, filmé en Afrique du Sud avec des acteurs sud-africains, le film fut tourné sur les lieux d'origine des scènes qu'il dépeint. À noter également que de nombreux survivants du massacre ont été employés dans l'équipe de production et comme acteurs pour les rôles mineurs. Des actions en justice ont été lancées en Belgique concernant ces événements. Les actions pénales contre la Belgique sont éteintes depuis 2010 et les actions civiles depuis le 8 juin 2018,.
Le titre du film fait référence aux actions des soldats de l'ONU qui firent feu sur les chiens errants qui dépeçaient les cadavres . Alors que les soldats de l'ONU ne furent pas autorisés à tirer sur les extrémistes Hutus qui avaient causé les morts, le tir sur les chiens est symbolique de la folie de la situation que le film tente de saisir.

## Synopsis
En 1994, Joe Connor, jeune instituteur anglais, enseigne à l'École Technique Officielle de Kigali, tenue par Christopher, prêtre catholique anglais lui aussi. Dans la nuit du 6 au 7 avril, alors que le président Juvénal Habyarimana vient de mourir dans un attentat, 2 000 Tutsis, sentant le génocide des Tutsi au Rwanda approcher, viennent se réfugier dans l'école. Les jours suivants, Joe et Christopher assisteront impuissants à l'évacuation des Occidentaux par les soldats français, puis au départ des casques bleus dont des soldats belges, laissant la voie libre aux tueurs Hutus.

## Fiche technique
- Titre original : Shooting Dogs
- Titre québécois : Larmes d'avril
- Réalisation : Michael Caton-Jones
- Scénario : David Wolstencroft, Richard Alwyn, David Belton
- Photographie : Ivan Strasburg
- Montage : Christian Lonk
- Musique : Dario Marianelli
- Sociétés de production : CrossDay Productions Ltd., Arte, BBC Films
- Pays d'origine :  Royaume-Uni |  Allemagne
- Langue : Anglais, Français
- Format : Couleurs — 35 mm — 2,35:1 — Son : Dolby Digital
- Genre : Film dramatique, Film historique, Film de guerre
- Durée : 115 minutes
- Dates de sortie :
  -  Canada : 11 septembre 2005 (Festival international du film de Toronto)
  -  Pays-Bas : 13 septembre 2005 (Film by the Sea Film Festival)
  -  Brésil : 30 septembre 2005 (Festival international du film de Rio de Janeiro)
  -  France : 6 octobre 2005 (Festival du film britannique de Dinard) / Sortie nationale : 8 mars 2006
  -  Allemagne : 27 octobre 2005 (Internationale Hofer Filmtage)
  -  Maroc : 19 novembre 2005 (Festival international du film de Marrakech)
  -  Turquie : 9 décembre 2005 (Istanbul History and Cinema Film Festival)
  -  Royaume-Uni : 31 mars 2006

## Distribution
- John Hurt : Christopher
- Hugh Dancy : Joe Connor
- Dominique Horwitz : Capitaine Charles Delon
- Louis Mahoney : Sibomana
- Nicola Walker : Rachel
- Steve Toussaint : Roland
- David Gyasi : François
- Susan Nalwoga : Edda
- Victor Power : Julius
- Jack Pierce : Mark
- Musa Kasonka Jr. : Boniface
- Kizito Ssentamu Kayiira : Pierre
- Clare-Hope Ashitey : Marie

## Production

### Tournage
Le film a été tourné sur les lieux mêmes des événements, en collaboration avec les survivants du massacre dont l'école fut le théâtre.

## Analyse

### Différences avec la réalité historique
Le film annonce la mort de deux casques bleus belges. Ils étaient en réalité dix. La version anglaise parle de 10 soldats.